# Peperomia turbinata
Peperomia turbinata är en pepparväxtart som beskrevs av Gustav Adolf Hugo Dahlstedt. Peperomia turbinata ingår i släktet peperomior, och familjen pepparväxter. Inga underarter finns listade i Catalogue of Life.